# Roundturn
Ein Roundturn (engl. meist round turn) ist ein Vorgang, bei dem zwei Teilvorgänge sich wie ein Kreis schließen.
- In der Finanzwirtschaft wird mit einem Roundturn eine abgeschlossene Transaktion bezeichnet, bei der insbesondere etwas gekauft und wieder verkauft wurde.  Die beiden Einzelaktionen heißen Halfturn. Speziell im Börsengeschäft, besonders bei Termingeschäften, ist dieser Begriff häufig, weil hier Turnaround-Dauern von Tagen oder sogar Minuten nicht selten sind und das Interesse am Basiswert (Underlying) selbst besonders gering im Verhältnis zum Interesse an der Gewinnerzielung ist.

- In der Computertechnik kann man mit Roundturn Vorgänge bezeichnen, bei denen Daten zu einem anderen System und wieder zurück zum Ursprung gelangen. Gebräuchlich ist diese Bezeichnung insbesondere im Softwaretest. Schnittstellen, an denen eine Transformation (Übersetzung) in ein anderes Format stattfindet, kann man sehr gut testen, in dem man Daten transferieren und wieder (vom Schnittstellengegenstück) zurücktransferieren lässt. Im Idealfall sollten diese Daten dann unverändert sein. Vergleichen kann man dies bildlich mit dem Übersetzen eines deutschen Textes in eine Fremdsprache und dem Rückübersetzen, ohne dass der Ursprungstext bekannt ist. Dadurch wird auch klar, dass ein völlig identischer Text in vielen Fällen ein schwer zu erreichendes Ziel sein kann.